# Madurodam
Madurodam és un parc temàtic a una escala d'1:25 situat a La Haia (Països Baixos). Va ser inaugurat el 2 de juliol del 1952. Fou anomenat en honor de George Maduro, un estudiant de Curaçao que havia fet molta feina com a oficial de cavalleria durant la batalla dels Països Baixos i que va morir el 1945 al camp de concentració de Dachau. Els seus pares van donar el capital inicial pel projecte i el van considerar un monument pel seu fill. El parc té més de 700 maquetes de totes les parts dels Països Baixos. Algunes maquetes es poden moure després d'inserir una moneda. El parc està dividit en tres barris: un barri d'aigua («L'aigua com a amiga i com a enemiga»), un barri de ciutat («centres de ciutat antics») i un barri d'innovació («Els Països Baixos com a font d'inspiració del món», arquitectura, innovacions, entreteniment i disseny).

## Llista de maquetes més importants

### Amsterdam
- Centre amb la plaça Dam, Jordaan, Grachtengordel, Paleis op de Dam, Monument Nacional, Església Nova, Magna Plaza, Homomonument, Westerkerk, Rijksmuseum, Munttoren, Concertgebouw, Teatre Reial Carré, Sinagoga portuguesa d'Amsterdam, Casa d'Anne Frank, Magere Brug, Schreierstoren, Het Scheepvaartmuseum, Amsterdam, Het Schip, Edifici ING, Trippenhuis, Korenmetershuisje (Amsterdam), Acadèmia Reial de Ciències dels Països Baixos, Cerveseria de Heineken, Plaça Rembrandt.

### Rotterdam
- Port de Rotterdam, Euromast, Hotel New York, Institut d'Arquitectura dels Països Baixos, Delftse Poort, Edifici Unilever, Barrera de Maeslant, Esso (Botlek).